# Bikku Bitti

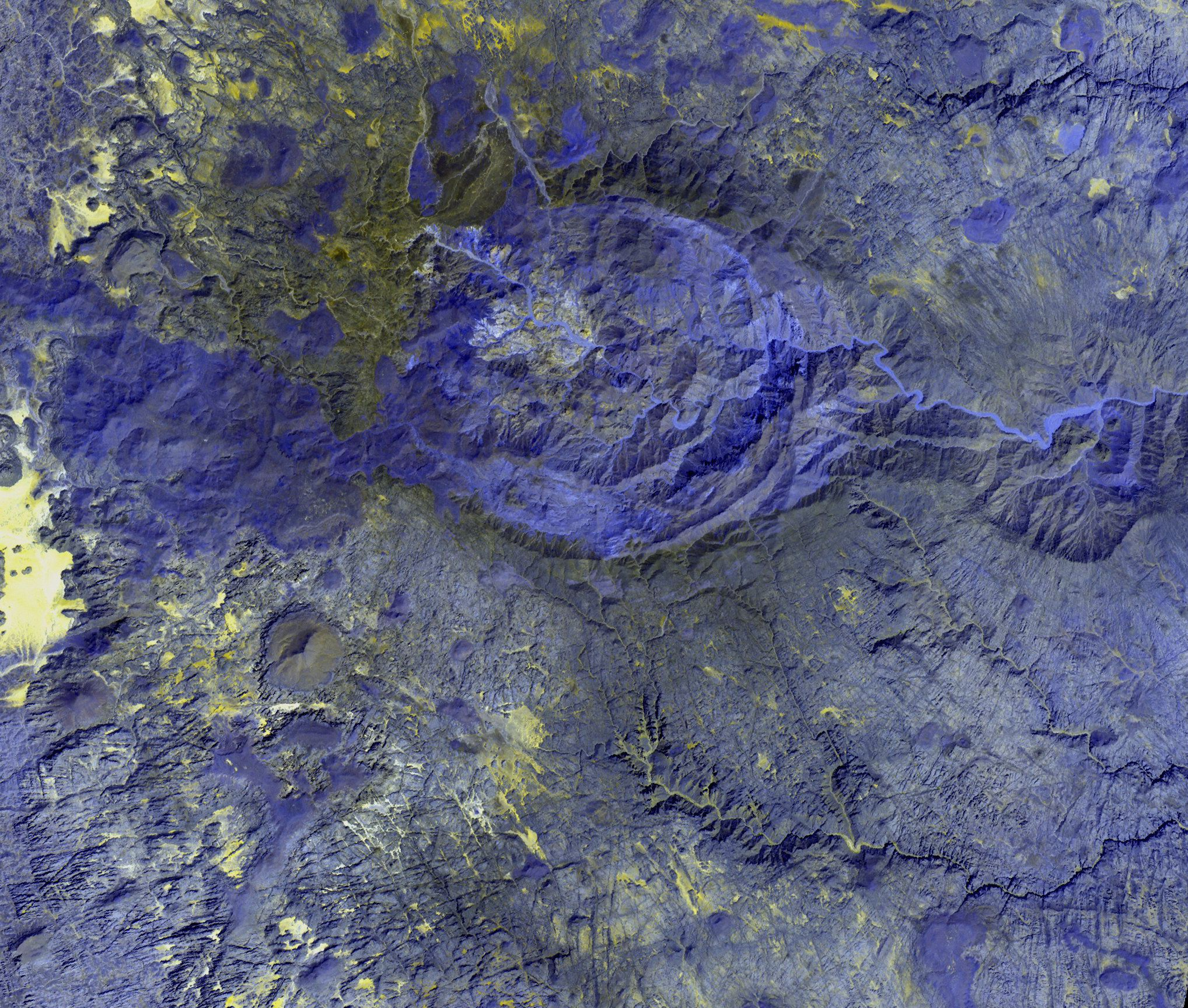
Satellitenaufnahme vom Bikku Bitti (2002)

Der Bikku Bitti oder auch Bette (arabisch قمة بتة, DMG Qimmat Batta) ist der höchste Berg Libyens. Er ist ein nördlicher Ausläufer des Tibesti-Gebirges, das zum größten Teil im Nordtschad liegt. Seine Höhe beträgt 2.267 Meter. Im Süden des Gebirges befinden sich drei noch immer aktive Vulkane.